# Linari (Barberino Tavarnelle)
Linari è una frazione di Barberino Tavarnelle.
Si tratta di un borgo medievale fortificato situato su una collina a 255 metri sul livello del mare a cavallo tra le colline che della Valdelsa a 2 km dal fiume Elsa. Ai piedi della collina su cui sorge Linari scorrono tre torrenti, il Drove, lo Staggia ed il Bozzone, affluenti dell'Elsa.

## Origini del nome
Il nome Linari discende da Linearis, toponimo di origine latina, il cui significato è limite, soglia, posto di confine, che ben rappresenta la sua posizione sul territorio perché collocata al confine fra il territorio fiorentino e quello senese.

## Storia

### Prime testimonianze scritte
Una prima testimonianza scritta riguardante il castello di Linari è costituita dal contratto della non lontana Badia a Passignano risalente al 1072. Anticamente il castello di Linari era ubicato al margine fisico-politico e giurisdizionale del contado fiorentino, difeso naturalmente su tre lati da strapiombi, è nominato come una terra fortificata a controllo della strada per San Gimignano e Colle di Val d'Elsa, diverticolo della Via Francigena, motivo che rese Linari conteso fra le maggiori potenze feudali prima e comunali poi.
Anche qui come in altre aree della Valdelsa investimenti di capitali di cittadini e processo di formazione del podere costituivano, già prima degli inizi del Trecento, una realtà ormai consolidata.

### Signoria dei Cadolingi
I primi proprietari del castello furono i Cadolingi di Fucecchio. Durante il regime feudale la maggior parte dei Linaresi apparteneva alla classe dei fedeli, ovvero coloro che avevano ricevuto immobili in enfiteusi sottostando a gravosi e svariati oneri. L'enfiteuta non poteva se non con il consenso del signore alienare le case e i terreni concessigli doveva bensì fare la guardia notturna sugli spalti e alle porte del castello corrispondendo annualmente al dominio le prestazioni alle quali era obbligato. La tanto servile e gravosa condizione della maggioranza dei fedeli provocò nel secolo XII la più tenace lotta degli oppressi per sottrarsi agli oneri assunti.

### Il libero comune di Linari
Il 29 maggio 1270 divenne per la prima volta libero comune. Questo era retto da consoli e fu probabilmente stabilito da modesti proprietari e dai contadini della terra, salariati a giornata. Quando occorreva convocare tutti gli uomini ci si radunava nella chiesa di Santa Maria, con i consoli e con un notaio che si occupava di far pagare multe e che riportava fedelmente i resoconti a Firenze. L'adunanza veniva annunciata dal suono della campana e dalla voce del banditore, secondo l'uso. Al consiglio generale erano ammessi soltanto coloro che pagavano le tasse pubbliche e perciò esclusi proletari o nullatenenti. Si calcola che ai tempi il popolo Linarese fosse di circa 1500 persone. Fino a pochi anni fa esisteva una lapide muraria collocata sul muro accanto alla cisterna pubblica che ricordava il momento in cui Linari era divenuto libero comune 
Nel 1292 entrò a far parte della lega di San Donato in Poggio, traendone notevoli benefici che lo portarono a raggiungere una buona prosperità. Il comune era formato oltre che dal territorio del Castello, da località e villaggi di cui si conserva il ricordo nei nomi dei vecchi poderi isolati: Podere Donatea, Podere Sertofano, Podere Poggetto, Podere Arte; e di gruppi di abitati rurali: Capalle, Selva, Giugnano e Vignano. Risulta che il comune di Linari fosse dotato di circa 400 armati, numero considerevole all'epoca e segno di una notevole importanza.
Nel 1313, Vanne Gherardini, fratello di Gherarduccio Gherardini di Montagliari sepolto nella vicina chiesa di Sant'Appiano, difese borgo di Linari da Enrico VII e lo sconfisse, riuscendo a salvaguardarne l'integrità.
La Repubblica Fiorentina non mancò in seguito di assoggettare Linari al suo controllo e questo fu l'inizio del suo declino.
Nel 1432 il castello fu assediato, espugnato e gravemente danneggiato dalle truppe senesi di Filippo Visconti che uccisero tutti i prigionieri e portarono nei bordelli di Siena le donne più belle.
Niccolò da Tolentino lo riconquistò in soli sei giorni facendone centro di un suo feudo. Suggestiva è a tal proposito una testimonianza di Leonardo da Vinci: "
Nel 1500, a seguito dell'unità granducale, l'importanza strategica di Linari venne meno.
Anche le famiglie Gherardini di Montagliari, i Guidi, Capponi, i nobili Mancini Ridolfini e quella dei Bardi sono da annoverare fra i proprietari successivi.

## Il borgo
Nel XIX secolo il castello è stato restaurato e fortemente rimaneggiato secondo il gusto dell'epoca. Sono state così fatte aggiunte neogotiche che purtroppo non hanno risparmiato le strutture originarie medievali quali la casa del signore con la sua torre così come altri edifici rurali distribuiti lungo la via centrale lastricata, oggi solo in parte percorribile.
Tale via univa le scomparse porte di accesso, quella settentrionale, chiamata Porta a Salti, della quale oggi è presente una ricostruzione medievaleggiante dei primi del Novecento, e quella meridionale, probabilmente chiamata Porta al Perone. La porta settentrionale è probabilmente detta Porta a Salti a causa delle forti depressioni naturali che il terreno di tufo presenta su questo versante di difficile accesso. Dal versante meridionale l'accesso era invece più agevole poiché il terreno si prolunga in un altipiano che si dirama e giunge a fondovalle più dolcemente.
Le mura, di forma ellittica, sono praticamente scomparse, fatta eccezione per due torri e la base di una terza diruta.
Sopra la cisterna pubblica si trova una piccola stanzetta che faceva probabilmente parte di quello che fu l'edificio comunale con una piazzetta antistante chiamata platea communis. Il fabbricato è stato demolito nel 1844 perché pericolante. Le limitate mura del castello facevano sì che le case si trovassero addossate e racchiuse in poco spazio, molte abitazioni infatti assomigliavano a capanne o tuguri. Nel castello vivevano poche famiglie agiate, molte di più erano quelle che padrone di terreni avevano fatto fruttare il loro lavoro col sudore. La maggior parte della popolazione era comunque nullatenente.
All'interno delle mura si trovavano svariate cantine scavate nel tufo, che furono inizialmente anche abitazioni. La tradizione dice che si sono estinti molti casali sulla pendice ricca d'acqua a piccola distanza dal castello, detta fonte castellana. Molte erano le coltivazioni di vigneti, olivi grano e orzo. La terra era misurata in staioli e suddivisa in panora e pugnora. La misura dell'olio si chiamava invece broccola.
Erano proibiti i giochi di denaro e vi erano gravi pene sia per chi giocava che per chi si fermasse a guardare; concessi erano invece gli scacchi, gli aliossi, le marelle (comunemente detto gioco delle piastrelle), e il saettare (tiro con l'arco). Era imposto a tutti proprietari e nullatenenti di pagare tasse alla chiesa, di rimettere in sesto strade e corsi d'acqua nel proprio comune nel mese di maggio. I padroni erano obbligati a tenere pulite le strade pubbliche e a tagliare le siepi in agosto. Se ad un funerale un caro non andava a salutare il defunto veniva multato di 20 soldi, come anche nel caso in cui il prete non trovasse ad aspettarlo sulla porta di casa una persona debitamente pagata che doveva poi unirsi al corteo per trasportare il defunto alla chiesa e quindi al cimitero. Era proibito procedere a cattura di colpevoli il venerdì, giorno del mercato di S.Donato; vietato gettare pietre sui tetti delle case e la pena veniva raddoppiata se venivano scagliate pietre sulle finestre delle case in cui abitava una moglie.
Il Borgo inoltre era terra fortificata al confine fra le implacabili e litigiose Siena e Firenze. Per questo gli abitanti di Linari non ebbero vita facile fino a quando i Medici non unificarono la Toscana. Alla miseria, male comune delle popolazioni contadine, si aggiungeva il continuo stato di guerra fra le due città con tutto quello che comportava, assalti, morti, devastazioni dei terreni coltivati e deportazioni di abitanti. In passato non è quindi stato un posto idilliaco, anche se la vallata fra Linari e Sant'Appiano è chiamata Valcanora, in riferimento ai canti degli uccelli di cui dicesi essere stata colma, del fragore delle sue sorgenti d'acqua e dei profumi dei fiori dei suoi boschi.
Linari ha due importanti chiese, la principale di queste, all'interno del recinto fortificato, è quella di S.Maria. Fuori dalla cinta muraria sorge la Chiesa di Santo Stefano.

## Architetture religiose

### Chiesa di Santo Stefano a Linari
La chiesa di Santo Stefano è citata nel 1202 come appartenente al comune di Semifonte ed è in stile romanico rurale trecentesco a unica navata con annesso oratorio di San Carlo Borromeo. Molti elementi successivi sono gotici.

### Chiesa di Santa Maria
La chiesa di Santa Maria fu costruita sullo spiazzo della rocca e in parte è crollata. Vi è ancora visibile un'iscrizione che ricorda Linari come libero comune.
Altre chiese sono la chiesa della Compagnia della Santissima Annunziata e una piccola chiesetta fuori dal paese di cui non è chiaro il nome.